# Moulaye Tabouré
Moulaye Tabouré, né en 1988 à Paris en France et naturalisé ivoirien en 2023, est un entrepreneur d'origine franco-malienne actif dans le commerce en ligne. Il est le co-créateur d'une plate-forme d'e-commerce de distribution en Afrique : Afrikrea.

## Biographie

### Enfance, éducation et débuts
Moulaye Tabouré est né en 1988 à Paris. Il passe une partie de sa jeunesse au Mali,.

### Carrière
Moulaye Tabouré est le cofondateur de Afrikréa, l'une des plates-formes les plus populaires dans la grande distribution en Afrique.

### Vie privée
Il est le compagnon de Soukeina, et le gendre d'Alpha Blondy.